# Odoardo Ferragni
Odoardo Ferragni (Cremona, 28 novembre 1850 – Cremona, 13 marzo 1937) è stato un paleografo e ornitologo italiano.

## Paleografo
Figlio di Alessandro Ferragni, archivista (vedi famiglia Ferragni), condivise giovanissimo la professione del padre operando presso l'archivio notarile di Cremona. Sedotto dalla paleografia si trasferì nel 1871 a Milano dove apprese la materia presso Giuseppe Porro, impiegato nella direzione generale degli archivi governativi.
Nel 1872 fece rientro nella sua città principiando la trascrizione di vecchie pergamene conservate nell'archivio storico. Dal 1872 al 1885 trascrisse circa 1700 pergamene, per la maggior parte posteriori al secolo XI, molte delle quali vennero poi pubblicate da Federico Odorici.
Durante la carriera lavorativa ebbe l'occasione di collaborare con storici ed epigrafisti di fama internazionale come Theodor Mommsen, premio Nobel per la letteratura nel 1902, Ferdinand Wüstenfeld e Paul Fridolin Kehr.

## Accostamento all'ornitologia
Cultore di storia naturale sviluppò l'interesse per l'ornitologia durante gli anni del ginnasio-liceo grazie all'estro del professor Francesco Magni-Griffi da Sarzana, studioso di settore.
A partire dagli anni settanta dell'800 si orientò allo studio dei comportamenti animali, raccogliendo i primi reperti ornitologici ed annotando con zelo i dati raccolti durante le escursioni di caccia.
Favorito da un acuto spirito d'osservazione ricavò in pochi anni una buona esperienza divenendo punto di riferimento per chiarimenti, avvistamenti o per la consegna di animali cacciati.
Nel 1880 prese parte, in veste d'appassionato, alla Mostra industriale artistica cremonese esponendo la personale collezione ornitologica.
Giudicato positivamente fu incaricato dal comune di Cremona di visionare la collezione ornitologica presente presso il Palazzo Ponzone (415 esemplari riposti in 110 custodie con una base di legno e sotto campane di vetro), dove erano depositati materiali di vario genere del lascito Ponzone ed esemplari collezionati dal conte Giuseppe Sigismondo Ala-Ponzone. Contestualmente si dedicò al miglioramento dei gabinetti di storia naturale in alcune scuole cremonesi, distribuendo materiale d'attrezzaggio e decine di uccelli accuratamente preparati e montati (al solo Istituto Tecnico furono destinati circa 90 differenti esemplari tra il 1882 e il 1885).
Nel 1885 pubblicò il volume Avifauna cremonese, primo censimento arricchito da descrizioni e notizie, per un totale di 232 specie, della situazione ornitologica nella provincia di Cremona.
Rilevato un notevole spopolamento (in casi estremi addirittura l'assenza) di specie indigene, si fece portavoce di interventi energici per proteggere la selvaggina da una caccia indiscriminata, causa di danni sempre maggiori. A partire dal 1886 promosse nuove leggi sulla caccia come il divieto dell'uso di reti, l'aumento del costo di licenza e una rigorosa sorveglianza.

## Ornitologo
L'impegno in campo ornitologico proseguì con la stesura di aggiornamenti e segnalazioni che comparvero su rotocalchi specializzati come Rivista Italiana di Ornitologia, Rivista italiana di scienze naturali, Bollettino del naturalista di Siena e Avicula, venendo spesso menzionato tra i principali collaboratori.
A contatto con l'ornitologia vera maturò rapporti con studiosi di fama come Pietro Pavesi, Pietro Doderlein, Alessandro Pericle Ninni e Brancaleone Borgioli, a cui inviò a più riprese materiale interessante, quantificabile in oltre 500 esemplari.
A partire dal 1887 concorse quindi allo sviluppo della collezione ornitologica del Museo di Torino, curata da Tommaso Salvadori, tramite l'invio di taluni uccelli (di cui tre provenienti dall'Oceania).
Analogamente seguitò l'allestimento di materiale per semplici amatori; molteplici documenti di scambio attestano una serie capillare di rapporti in tutta Italia, rivelando l'acquisizione di ottime abilità in campo tassidermico.
Eloquente fu il caso dell'appassionata fiorentina Cecilia Picchi a cui furono ceduti, probabilmente venduti, oltre 120 esemplari tra il 1885 e il 1903.
Nel 1889 contribuì all'arricchimento dell'opera Avifauna Italica, redatta dal dott. Enrico Hillyer Giglioli, attraverso la cessione di specie rare al Museo di Storia naturale dell'Università di Firenze.

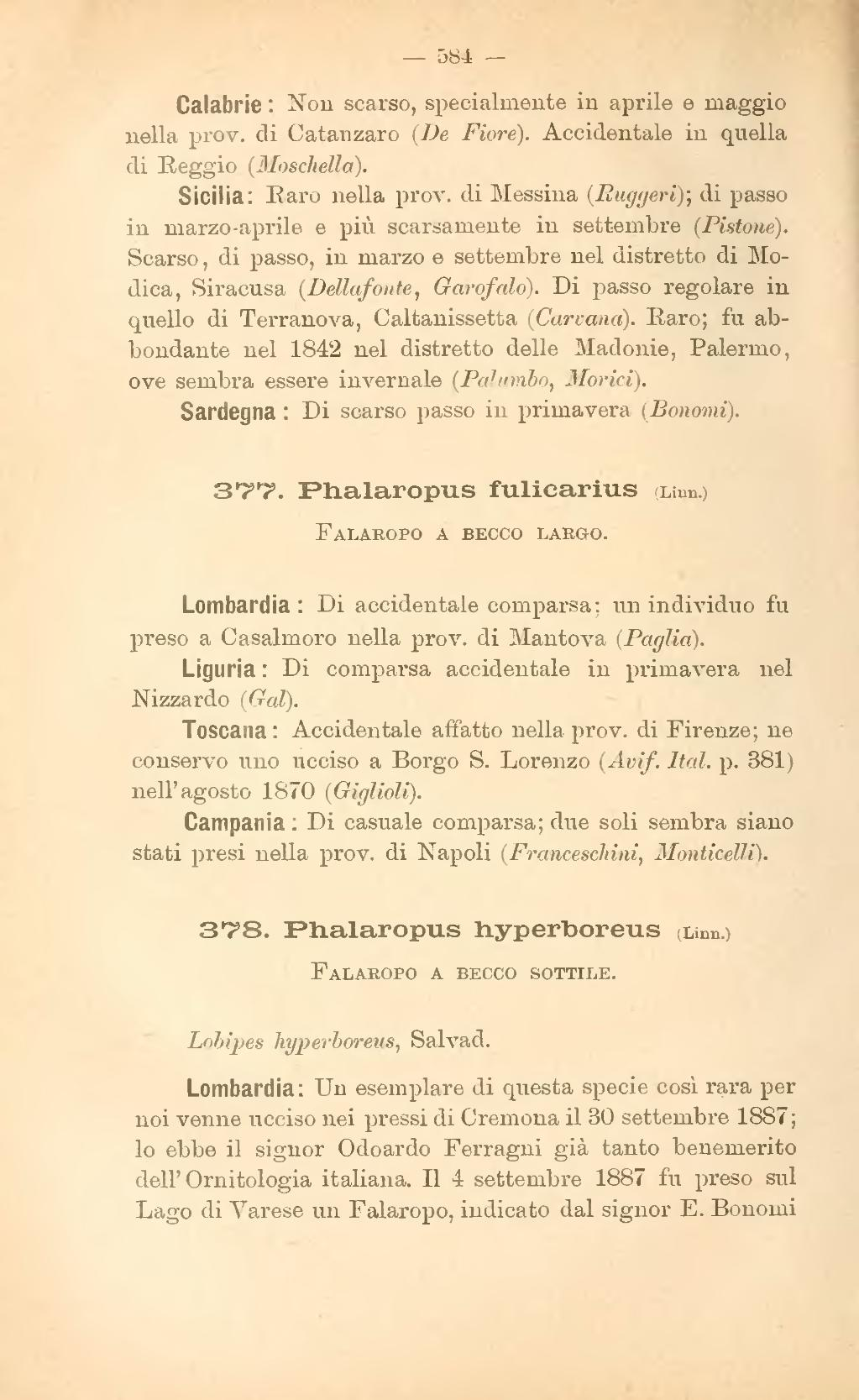
stralcio di Avifauna Italica. A fine pagina si tratteggia Ferragni tra i benemeriti dell'Ornitologia italiana

Nel 1892, alla Mostra industriale provinciale di Cremona, tornò ad esporre la personale collezione frattanto accresciuta a 552 esemplari appartenenti a 279 diverse specie.
Nel 1895 cooperò con Ernst Hartert e W.F.H. Rosemberg, rispettivamente curatore e corrispondente del Natural History Museum di Tring in Gran Bretagna dove è tuttora conservato un esemplare di "Aegithalos caudatus italiae (Codibugnolo grigio) type: ad. Cremona, IX, 1907, Ferragni leg.". Le collaborazioni in ambito internazionale si estesero successivamente a prestigiosi studiosi come Suchetet e Schluter.
Nei primi anni del '900 curò la preparazione di 280 esemplari destinati al Museo civico di zoologia di Roma. Fra questi 61 terminarono nella personale collezione di Ettore Arrigoni degli Oddi, ornitologo con il quale intrattenne rapporti epistolari di notevole spessore e frequenti scambi di materiale.
Nel 1908 presentò il volume Elenco degli uccelli e dei pesci del Piacentino, un'opera analoga ad Avifauna cremonese ma relativa alla provincia di Piacenza. Nel 1913 negoziò la cessione della propria collezione ornitologica al Comune di Cremona che ne deliberò l'acquisto per Lire 600, da pagarsi in sei rate annuali di Lire 100.
Il materiale trovò una sistemazione definitiva 15 anni più tardi (biennio 1928-29), quando fu istituita una sezione dedicata presso il Museo didattico della scuola elementare Realdo Colombo di Cremona.

## Ultime attività
Fu operoso ornitologo fino a tarda età. Tra il 1925 e il 1935 allestì ed inviò oltre 170 esemplari ad Edgardo Moltoni (fondatore della seconda serie della Rivista Italiana di Ornitologia) per l'esposizione al Museo Civico di Storia Naturale di Milano dove ancor oggi è possibile individuarne la presenza.
Nel 1934 cooperò con il Civico Museo di Vienna inoltrando un raro esemplare di otarda "per aggiungerla alla bella collezione ornitologica".
Morì a Cremona il 13 marzo 1937 e negli anni ’70 ebbe dedicata una via nella periferia sud della città.
Al giorno d'oggi la sua collezione non risulta più rintracciabile; le vicende connesse ai traslochi del museo cremonese, gli scarsi finanziamenti disponibili per il mantenimento degli esemplari uniti ad altre presumibili circostanze negative ne hanno determinato la perdita definitiva. Si può forse ipotizzare che solo alcuni esemplari presenti nel Museo di Storia naturale di Cremona potrebbero appartenere alle sue preparazioni. Nei musei italiani più importanti, al contrario, qualche centinaio di esemplari è ancora ben conservato e quindi osservabile.